# 찬푸루

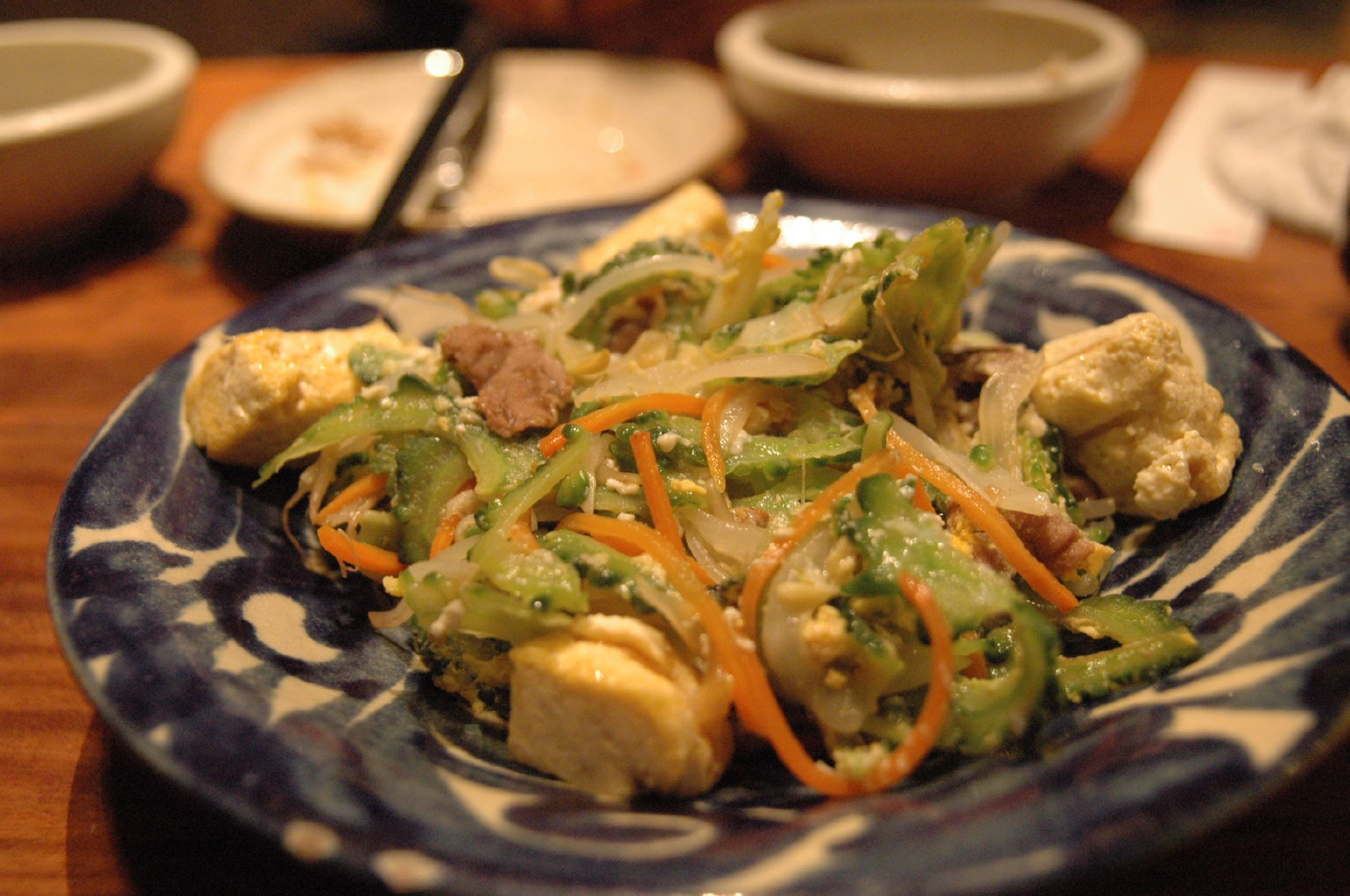
고야 찬푸루

찬푸루(일본어: チャンプルー, 영어: chanpurū)는 채소와 두부 등을 볶은 동남아에서 영향 받은 오키나와 요리이다.

## 제목
- 나시 참푸르
- 잔폰
- 짬뽕